# Poznań Challenger 2000
Il Poznań Challenger 2000 è stato un torneo di tennis facente parte della categoria ATP Challenger Series nell'ambito dell'ATP Challenger Series 2000. Il torneo si è giocato a Poznań in Polonia dal 31 luglio al 6 agosto 2000 su campi in terra rossa.

## Vincitori

### Singolare
Christophe Rochus ha battuto in finale  Adrian Voinea con il punteggio di 6–4, 3–6, 7–6(4)

### Doppio
Petr Pála /  Pavel Vízner hanno battuto in finale  Tomáš Cibulec /  Leoš Friedl con il punteggio di 6–3, 6–0